# Гравитационно забавяне на времето
Гравитационното забавяне на времето е физично явление, заключаващо се в различния ход на часовниците в присъствието на гравитационен потенциал. Сложността на това възприятие идва от обстоятелството, че в теорията на гравитацията времевата координата обикновено не съвпада с физическото време, измервано със стандартен атомен часовник. При различни гравитационни потенциали времето протича различно. Алберт Айнщайн пръв предрича този ефект в своята теория на относителността през 1907 година.
При използването на формулата за ефекта на Доплер в специалната теория на относителността се получава гравитационното червено отместване.